# Danielle Page
Danielle Nicole Page (nacida el 14 de noviembre de 1986 en Colorado Springs, Colorado) es una jugadora de baloncesto estadounidense nacionalizada serbia. Con 1.86 metros de estatura, juega en la posición de ala-pívot.